# Lissy - Principessa alla riscossa
Lissy - Principessa alla riscossa (Lissi und der wilde Kaiser) è un film d'animazione tedesco del 2007 diretto da Michael Herbig.
La pellicola è la parodia della trilogia cinematografica de La principessa Sissi. Sono inoltre evidenti citazioni ad altri film come King Kong, Surf's Up - I re delle onde, La bella e la bestia (1991), Pirati dei Caraibi (anch'essa una serie disneyana), Titanic e storie ed episodi come Raperonzolo e la presa della città di Troia.

## Trama
Il film inizia con un goffo personaggio, tale Erwin Falthauser, che spiega le surreali "regole della casa" prima dell'inizio della pellicola; dopo il soundcheck, fatto dal personaggio con un'esibizione di beatboxing, Erwin ricorda al pubblico che "questo è un film che colpisce", finendo, appunto, colpito e schiacciato da un enorme martello. Lo spettacolo può cominciare.
Sulle alte montagne dell'Himalaya vive uno yeti alquanto scorbutico ed egoista che si diverte a tormentare gli altri animali. Un giorno egli finisce inghiottito nelle viscere della terra, a causa di una profonda fenditura del terreno originata da un suo peto. In punto di morte incontra il diavolo, pronto per portarlo con sé all'inferno e lo yeti, spaventato, gli propone un accordo: se porterà al demone quello che desidera, avrà salva la vita. Dopo momenti d'incertezza (e di litigio con la sua stessa eco) il diavolo accetta: lo yeti avrà come tempo una settimana per portargli la ragazza più bella del mondo.
Il mostro si mette in cammino. L'inquadratura ora è rivolta verso Lissy, una ricca principessa che vive insieme al principe Franz in un lussuoso palazzo reale, in compagnia dell'imbranato Feldmaresciallo e dell'imperatrice d'Austria, madre di Franz, innamorata del suddetto Feldmaresciallo. Individuata Lissy come la donna che cercava, lo yeti la rapisce, scatenando il panico e l'immediata reazione di Franz, che all'inizio credeva che il rapimento non fosse altro che parte del programma di uno spettacolo burlesque organizzato per lui dalla ragazza.
Mentre trascina la principessa tra le Alpi, lo yeti trova una femmina di cinghiale e, essendo a digiuno da diversi giorni, cerca di prenderla. Approfittando della distrazione, Lissy tenta di scappare ma affonda nel ghiaccio poco resistente. Lo yeti la salva e da questo momento fanno amicizia. Non avendo un nome, la ragazza lo chiama Tubone perché si sono conosciuti di sabato, cioè il giorno, secondo la Costituzione, "in cui si tuba".
Intanto, sulle tracce di Tubone si mettono, da un lato, Franz, il Feldmaresciallo e l'imperatrice, la quale, durante il viaggio, cercherà di ubriacare il Feldmaresciallo con una pozione afrodisiaca, ottenendo soltanto di farlo svenire, dall'altro due boscaioli alquanto tonti, scambiati da Lissy per ribelli separatisti, Schwaiger e Ignazio, i quali ritengono lo yeti un moscone, notata la ricompensa offerta da Franz. I due, nonostante la loro stupidità, riescono a catturare Tubone, salvato in extremis da Lissy che lo aiuta a uscire dalla cella in cui è stato rinchiuso facendolo arrampicare sui suoi capelli. Mentre fuggono, la principessa riesce a buttare nel fiume una bottiglia in cui aveva inserito un messaggio rivolto a Franz dove gli spiegava la situazione. 
Tuttavia, quando il Feldmaresciallo recupera il messaggio, esso risulta in parte illeggibile e Franz, leggendo le poche parti che si sono salvate, crede che Lissy e Tubone abbiano instaurato una focosa relazione. Scioccato, il principe dichiara di aver bisogno di "una bella - bip -", una specialità di caffè non meglio specificata, il cui nome viene continuamente censurato nel corso del film senza un particolare motivo; per avere la suddetta miscela decide di recarsi dal re Bussi, un cugino di Lissy, sudicio, svogliato, perennemente affetto dal mal di denti e con manie sporche. 
Casualmente, anche la principessa e Tubone hanno intenzione di chiedere asilo a Bussi e al suo maggiordomo, il quale si rivela essere proprio Erwin Falthauser, ma Schwager e Ignazio riescono a trovarli anche lì e penetrano nel castello all'interno di un cavallo di legno. Sconfitti i due tonti cacciatori, interviene anche Franz, desideroso di affrontare Tubone, che crede essere suo rivale in amore. Il principe litiga con Lissy e la storia tra i due sembra destinata a concludersi, ma, proprio in quel momento, dalle mura del castello emerge l'enorme faccione del diavolo, venuto per reclamare l'anima della principessa. Tubone e Franz capiscono i loro errori e, anzi, lo yeti sembra pronto a sacrificarsi per la ragazza, ma il demone non vuole sentire ragioni; i due, allora, facendo, finalmente, gioco di squadra, sfidano il diavolo, alzando la posta in gioco mettendo in palio le loro stesse anime, e riuscendo a ingannarlo con uno stratagemma aiutati da un confuso Feldmaresciallo. 
Il lieto fine è per tutti: Franz e Lissy, finalmente, si sposano; il Feldmaresciallo non è più pressato dalle attenzioni sessuali dell'imperatrice, che intanto si è innamorata, ricambiata, di Bussi; Tubone, imparata la lezione, torna sull'Himalaya, dove trova un nuovo amico, Reinhold Messner.

## Distribuzione
Il film è uscito in Italia su distribuzione Moviemax il 1º gennaio 2009.